# Almuth Hartwig-Tiedt

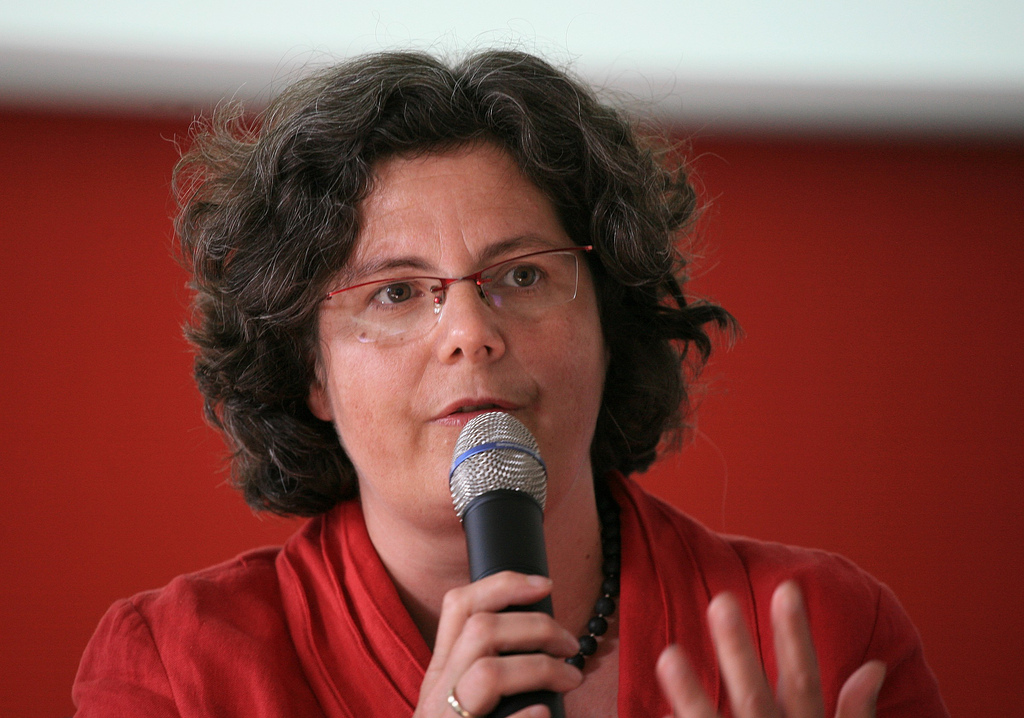
Almuth Hartwig-Tiedt.

Almuth Hartwig-Tiedt, vor 2011 Almuth Nehring-Venus (* 4. Oktober 1959 in Malchin, Bezirk Neubrandenburg, DDR) ist eine deutsche politische Beamtin (Die Linke). Sie war von November 2014 bis Oktober 2018 Staatssekretärin im Ministerium für Arbeit, Soziales, Gesundheit, Frauen und Familie des Landes Brandenburg. Von 2006 bis 2011 war sie Staatssekretärin in der Berliner Senatsverwaltung für Wirtschaft, Technologie und Frauen; von 2012 bis 2014 Staatssekretärin im Ministerium für Umwelt, Gesundheit und Verbraucherschutz des Landes Brandenburg.

## Leben und Beruf
Nach dem 1978 in Malchin abgelegten Abitur absolvierte Hartwig-Tiedt bis 1979 ein Volontariat in der Redaktion der Jungen Welt und studierte anschließend Journalistik an der Karl-Marx-Universität Leipzig. 1983 schloss sie als Diplomjournalistin ab und nahm eine Tätigkeit als Redakteurin bei der Jungen Welt auf. 1994 wechselte sie in gleicher Funktion zum Neuen Deutschland.
Von 1996 bis 1999 war Hartwig-Tiedt Mitarbeiterin der PDS-Fraktion im Berliner Abgeordnetenhaus und dort für feministische sowie Wirtschafts- und Arbeitsmarktpolitik verantwortlich. Von 2001 bis 2002 arbeitete sie für den Landesvorstand der Partei des Demokratischen Sozialismus (PDS) und war dort u. a. Wahlkampfmanagerin ihrer Partei bei der vorgezogenen Abgeordnetenhauswahl im Oktober 2001. Ab 2002 übernahm sie politische Ämter als Bezirksstadträtin und später Staatssekretärin.
Almuth Hartwig-Tiedt ist verheiratet und hat zwei Kinder.

## Politik
Hartwig-Tiedt war zu DDR-Zeiten Mitglied der Sozialistischen Einheitspartei Deutschlands (SED). Später gehörte sie der Nachfolgepartei PDS an, inzwischen ist sie Mitglied der Partei Die Linke. Innerhalb der Partei übernahm sie verschiedene Führungspositionen, so war sie von 1997 bis 2004 Mitglied des PDS-Landesvorstands von Berlin, ab 1999 als stellvertretende Landesvorsitzende.
Von 1999 bis 2002 war Hartwig-Tiedt Mitglied der Bezirksverordnetenversammlung vom Bezirk Prenzlauer Berg (nach der Bezirksreform Bezirk Pankow) und war dort zeitweise die stellvertretende Vorsitzende der PDS-Fraktion. Von 2002 bis 2006 war sie Stadträtin für Kultur und Wirtschaft im Bezirksamt Pankow von Berlin, mit zusätzlicher Verantwortung für den Bereich öffentliche Ordnung (ab 2004). Nach den Wahlen 2006 war sie bis zu ihrer Ernennung zur Staatssekretärin Bezirksstadträtin für Kultur, Wirtschaft und Stadtentwicklung (Oktober bis Dezember 2006).
Ab dem 6. Dezember 2006 war Hartwig-Tiedt Staatssekretärin in der von Harald Wolf geführten Senatsverwaltung für Wirtschaft, Technologie und Frauen. Nach dem auf die Abgeordnetenhauswahl 2011 folgenden Regierungswechsel wurde sie am 13. Dezember 2011 in den einstweiligen Ruhestand versetzt.
Von November 2012 bis November 2014 war Hartwig-Tiedt Staatssekretärin im Ministerium für Umwelt, Gesundheit und Verbraucherschutz des Landes Brandenburg. Am 5. November 2014 wurde sie zur Staatssekretärin im Ministerium für Arbeit, Soziales, Gesundheit, Frauen und Familie des Landes Brandenburg ernannt. Am 1. Oktober 2018 wurde sie in Folge des Lunapharm-Skandals entlassen. Ihr Nachfolger als Staatssekretär wurde Andreas Büttner.